# Danh sách người được trao Bắc Đẩu Bội tinh hạng nhì
Sau đây là danh sách những người được trao Bắc đẩu bội tinh hạng hai (hạng cao thứ hai của huân chương này) và năm được trao. Những người được trao tặng Bắc đẩu bội tinh hạng hai đồng thời cũng giữ vị trí Grand officier trong Légion d'honneur (Binh đoàn danh dự) của Pháp.

## A
- Maurice Allais - 2005
- Henri Jean Juste Amblard
- Raymond Appert
- Marcos Antonio d'Araujo
- Pierre Arpaillange - 1991
- Lucie Aubrac - 1995
- Frédéric Audemard d'Alançon
- Robert Audemard d'Alançon

## B
- Henry Barbet - 1865
- Étienne-Émile Baulieu - 2003
- Jean-Louis Beffa - 2007
- Napoléon-Eugène-Louis-Joseph-Marie-Auguste Beyens
- Louis Pierre Édouard Bignon - 1838
- Baptiste Pierre Bisson - 1805
- Ange François Blein - 1837
- François Louis Bouchu - 1822
- Nohad Boueiz
- Charles Brasart — 1952
- Joseph de Brauer - 1878
- Jean-Baptiste Broussier - 1809

## C
- Pierre Cambronne - 1815
- Napoléon Eugène Louis Bonaparte
- Marcel-Maurice Carpentier - 1947
- Pablo Casals - 1946
- Édouard de Castelnau* - 1914
- Roland Costa de Beauregard
- Joseph Cornudet des Chaumettes - 1811

## D
- Jean Dutourd
- Alain Decaux
- Guy Debeyre
- Jean-François Deniau - 2006
- Bernard de Dinechin
- Hélie Denoix de Saint-Marc, 1992
- Renaud Denoix de Saint Marc
- Gabriel Delessert - 1844
- Amédée Despans-Cubières
- Jacques Dewatre
- Pierre Sylvain Dumon - 1846
- André Dupin - 1834
- Maurice Duverger
- Aimé Doumenc

## E
- Jean-Baptiste Eblé - 1804

## F
- Pierre Louis Charles de Failly - 1859
- Jean Joseph Frédéric Albert Farre - 1880
- Marie Émile Fayolle* - 1916
- Jean Baptiste Louis Philippe de Félix
- Ferdinand Foch* - 1914
- Paul Arnaud de Foïard

## G
- Jaime Gama
- François Gerin-Roze
- Louis Auguste Victor de Ghaisne de Bourmont - 1820
- Jean-Baptiste Girard — 1811
- Edmond Giscard d'Estaing
- Mariano Goybet
- Gilberto Gil

## H
- Stéphane Hessel
- Arthur Honegger - 1954

## J
- Pierre Joseph Jeanningros - 1877
- Maurice Joppé - 1917
- Edmond Jouhaud - 1952
- Jean Jubelin

## L
- André Lalande
- Jean-Pierre de Lassus Saint Geniès
- Luciani - 2006
- Jean-Claude Lebrun
- Louis-Nicolas Lemercier - 1811
- René Lévesque - 1977

## M
- Bernard Pierre Magnan - 1849
- Eugène Louis Hugues Méquet - 1871
- Raymond Meyer
- Philippe Morillon

## N
- Norodom Sihamoni

## O
- Jean-Baptiste Olivier
- Jean d'Ormesson
- Henri d'Ollone

## P
- Jean Paulhan
- Georges-René Pléville Le Pelley
- Jean-Antoine-Léon de Prémonville de Maisonthou
- Georges Jean Eugène Pfister
- Roger Podeur

## R
- Pierre Rayer
- René Rémond
- Jean Rémy
- Géraud Réveilhac
- Navin Ramgoolam - 1947
- Marcel Ranjeva - 1944
- Jules Romains
- Mstislav Rostropovitch
- Emilio Colombo - 1920)

## S
- Charles-Louis Huguet de Sémonville* - 1816
- Alfred Sauvy
- Pierre Schwed - 1998
- Commandant Olivier Simonot - 2007
- André Storelli
- Milan Rastislav Štefánik

## T
- Jean Todt - 2007
- Jules de Trooz - 1905
- Arthur de Trentinian - 1884

## U
- Charles Umbricht - 1933

## V
- Vincent-Marie Viénot de Vaublanc - 1814
- Paul Voivenel (1965)
- Joseph Vuillemin* - 1931
- Félix de Vial - 1921

## W
- Arsène Woisard

## Y
- Yves Saint Laurent - 2007

## Z
André Zeller*
*: Những người sau đó được thăng lên bậc Grand-croix
Grand Officier de la Légion d'honneur